# Estación de autobuses de Córdoba

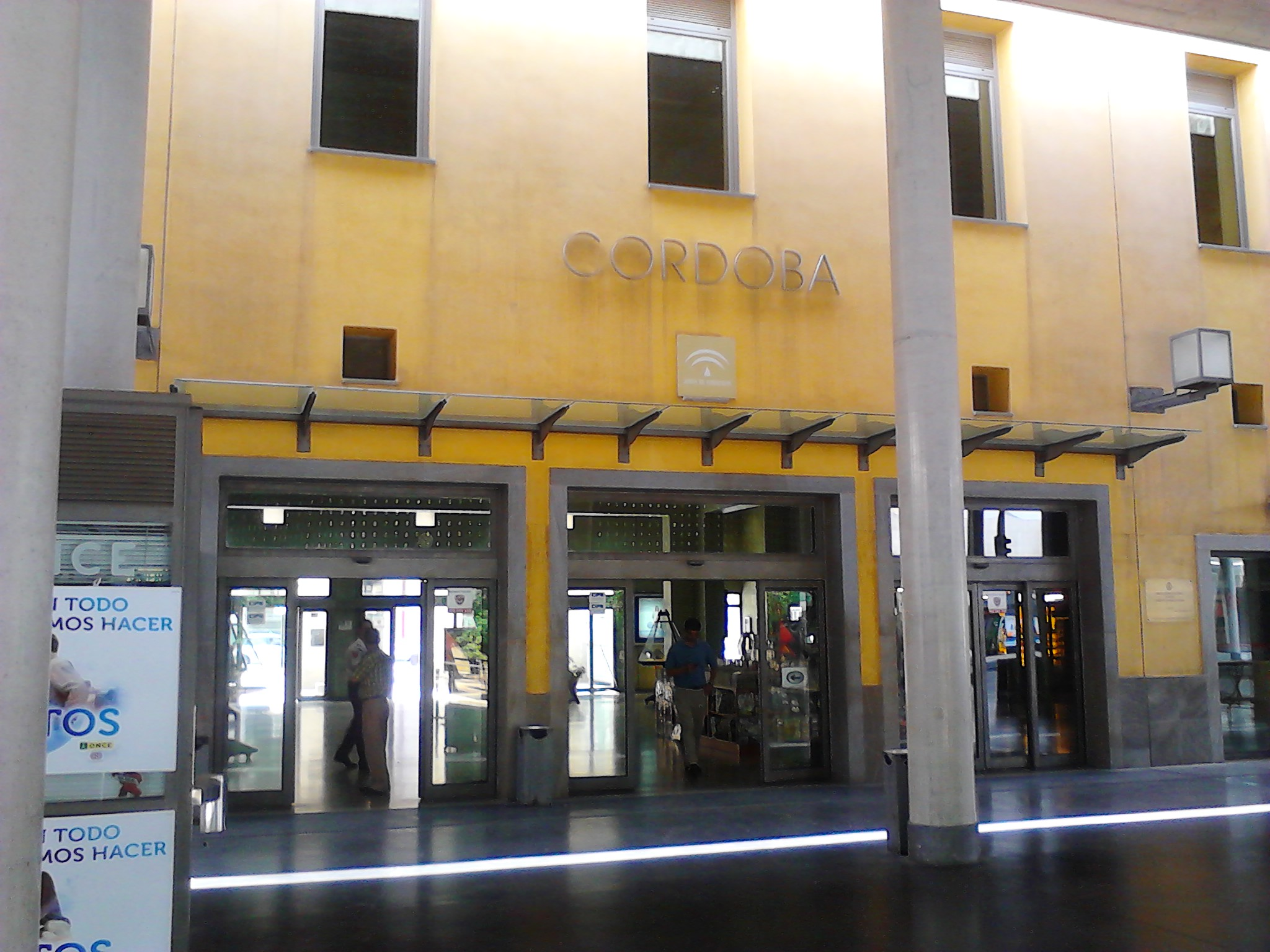
Entrada principal de la estación de autobuses de Córdoba.

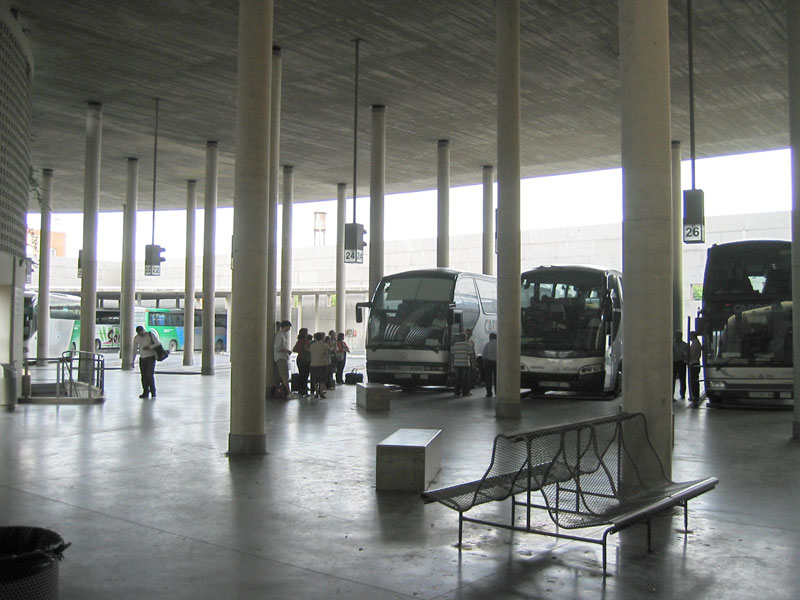
Autobuses estacionados en la estación de autobuses de Córdoba.

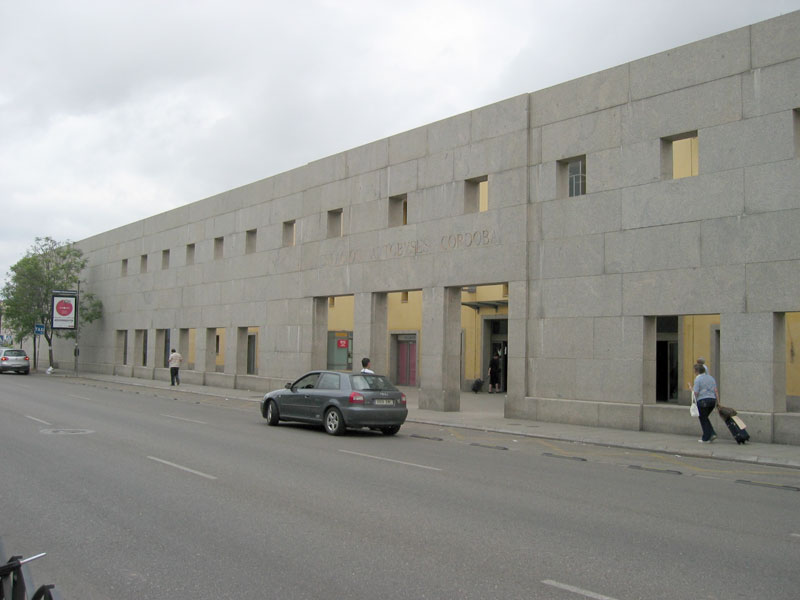
Estación de autobuses de Córdoba.

La Estación de autobuses de Córdoba está ubicada en la ciudad de Córdoba (España), junto a la estación de trenes Córdoba Central. Obra de los arquitectos César Portela y Juan Cuenca Montilla, por la que obtuvieron el Premio Nacional de Arquitectura de 1999, fue inaugurada el 16 de octubre de 1998, siendo presidente de la Junta de Andalucía Manuel Chaves González y alcalde de Córdoba Rafael Merino.

## Descripción
Está cerrada por un muro de planta cuadrangular de ciento diez metros de lado por seis metros de alto. El muro exterior está construido con sillares de granito gris Mondariz de 50 cm de ancho y de largo variable, el peso aproximado de cada sillar es de unas 12 ton. El muro le da un aspecto rotundo y elegante a esta construcción. En el interior esta el edificio de servicio de la estación, tiene planta rectangular, con acabados interiores y exteriores en estuco a la cal. Las soleras son de mármol amarillo de la canteras de Macael. En la cubierta invertida de este edificio hay unas esculturas de Agustín Ibarrola, que se pueden ver al descender las escaleras.

## Arquitectura
La estación de autobuses se ha convertido en poco tiempo en uno de los edificios emblemáticos de Córdoba. Premio Nacional de Arquitectura en el año 99 fue construida por César Portela integrando los restos arqueológicos encontrados.
En el aparcamiento de la estación podemos encontrar restos de una casa mozárabe, la unión de dos acueductos o una mezquita con sillares romanos, visibles también desde la parte superior. 
La luz  natural juega un papel fundamental en la estación, donde las esculturas y el  mobiliario del Grupo 57 hacen de este un lugar acogedor. Destacan las esculturas de Agustín Ibarrola quedando enmarcadas por amplios ventanales laterales, la escultura central del vestíbulo y la figura de Eva de Sergio Portela. Su calle granítica refrescada por toldos, así como el jardín en las dársenas hacen de la espera del viajero una grata acumulación de sensaciones. 

### Jardín interior
Un elemento característico de esta obra es el jardín interior, circundado en la parte inferior por unos bancos de mármol macizo y unas celosías en la parte superior que tamizan la luz. El jardín es circular y en uno de sus sectores se observa las ruinas de una mezquita árabe, que también se pueden ver desde el aparcamiento. Destaca en el jardín una escultura en bronce del escultor Sergio Portela. La idea del arquitecto fue la de conservar elementos de la Córdoba califal mezclándolos con la cultura andaluza. De esta forma la estación de autobuses se convierte en una carta de presentación de la ciudad, rememorando a los antiguos caravasares de la ruta de la seda, lugares de encuentro en donde los viajeros traían y llevaban historias de viajes increíbles y en donde fluían y se intercambiaban las ideas.

## Líneas

### Líneas de autobús urbano
| Línea | Trayecto                                      |
| ----- | --------------------------------------------- |
| 1     | Tendillas - Fátima                            |
| 2     | Fátima - Tejares - Ciudad Sanitaria           |
| 3     | Albaida - Renfe - Fuensanta                   |
| 4     | Fidiana - Renfe - Miralbaida                  |
| 5     | Ciudad Sanitaria - Renfe - San Juan de Dios   |
| 6     | Levante - Tejares - Polígono del Guadalquivir |
| 7     | Cañero - Ciudad Jardín - Zoco                 |
| 8     | Valdeolleros - Colón - Palmeras               |
| 9     | Sector Sur - Tejares - Figueroa               |
| 10    | Renfe - Brillante                             |
| 11    | Renfe - Sansueña                              |
| 12    | Naranjo - Capitulares - Sector Sur            |
| 13    | Colón - Urbanización El Patriarca             |
| 14    | Fidiana - Sector Sur - Ciudad Sanitaria       |
| C2    | Tendillas - Colón - Tendillas                 |

### Líneas periurbanas o periféricas
| Línea | Trayecto                                    |
| ----- | ------------------------------------------- |
| O-1   | Córdoba - Villarubia - Veredón              |
| O-2   | Córdoba - Majaneque - Veredón               |
| E     | Córdoba - Alcolea - Barrio del Santo Ángel  |
| N     | Córdoba - Cerro Muriano                     |
| T     | Córdoba - Trassierra                        |
| RB    | Córdoba - Campus Universitario de Rabanales |

### Líneas de autobuses interurbanos

Imagen corporativa de los Transportes Públicos de Andalucía. Todos los autobuses de los consorcios de transporte metropolitano llevan esta marca identificativa.

| Línea | Trayecto                                                | Recorrido | Operadora                 |
| ----- | ------------------------------------------------------- | --------- | ------------------------- |
| M-110 | Córdoba- Villaviciosa de Córdoba                        |           | Auto Transportes Ureña    |
| M-211 | Córdoba- Villaharta (pueblo)                            |           | Auto Transportes Ureña    |
| M-212 | Córdoba- Villaharta (empalme)                           |           | Auto Transportes López    |
| M-220 | Córdoba- Pedro Abad                                     |           | Rafael Ramírez SL         |
| M-221 | Córdoba- Villafranca de Córdoba                         |           | Auto Transportes Ureña    |
| M-230 | Córdoba- Espejo                                         |           | Autocares Carrera         |
| M-140 | Córdoba- La Victoria - San Sebastián de los Ballesteros |           | Hermanos Alcaide Pérez    |
| M-241 | Córdoba- Fuencubierta (La Carlota)                      |           | Autocares Flores Hermanos |
| M-242 | Córdoba- Montemayor                                     |           | Autocares Carrera         |
| M-243 | Córdoba- La Carlota                                     |           | Autocares Carrera         |
| M-250 | Córdoba- Posadas                                        |           | Auto Transportes Ureña    |